# Universale (singolo)
Universale è un singolo del gruppo musicale italiano Benji & Fede, pubblicato il 26 ottobre 2018 come quarto estratto dal terzo album in studio Siamo solo Noise.

## Descrizione
Il singolo è stato scritto da Piero Romitelli, Tony Maiello, Nicolò Restaini e Davide Epicoco.
A proposito del brano, ispirato dalla partecipazione di Benji & Fede al Pride di Milano dell'anno precedente, il duo ha così raccontato:

## Video musicale
Il videoclip, diretto da Marc Lucas e Igor Grbesic, è stato pubblicato il 26 ottobre 2018 sul canale YouTube della Warner Music Italy.

## Tracce
Testi di Antonio Maiello, Piero Romitelli, musiche di Davide Epicoco, Antonio Maiello, Benjamin Mascolo, Nicolò Restaini, Piero Romitelli, Federico Rossi.
1. Universale – 2:55